# Anne-Marie Ørbeck
Anne-Marie Ørbeck (ur. 1 kwietnia 1911 w Oslo, zm. 5 czerwca 1996 w Bergen) – norweska kompozytorka i pianistka.

## Życiorys
Pochodziła z rodziny muzycznej, jej brat Gunnar Ørbeck był skrzypkiem. Studiowała w Konserwatorium Muzycznym w Oslo w klasie Agnes Hansen, kontrapunktu uczyła się u Gustava Fredrika Langego. W Berlinie uczyła się gry na fortepianie u Sandry Droucker, kształciła się także w Londynie i w Konserwatorium Petersburskim. 
Powróciła do Oslo w 1933 roku i 2 listopada tegoż roku dała debiutancki koncert fortepianowy, dyrygował Olav Kielland. Kontynuowała studia w Berlinie u Marka Lothara i Paula Höffera.
Podczas II wojny światowej przebywała w Norwegii, poznała wówczas swojego przyszłego męża, Helge Smitta. Po zajęciu Norwegii przez III Rzeszę (zob. kampania norweska) od 1943 roku zaprzestała koncertowania publicznego i skupiła się na komponowaniu.
W latach 50. XX wieku w Paryżu uczyła się u Nadii Boulanger i Dariusa Milhauda. Wyjechała do Wiednia dzięki państwowemu stypendium i uczyła się tamże u Hannsa Jelinka, który zajmował się dodekafonią. Pozostała wierna swojemu stylowi, pomimo znajomości nowych technik kompozytorskich. 
Należała do Związku Kompozytorów Norweskich od 1938 roku jako jedna z siedmiu ówczesnych kobiet-członkiń tego stowarzyszenia.

## Twórczość
Pisała m.in. muzykę orkiestrową, utwory fortepianowe, pieśni na głos i fortepian, tworzyła opracowania koncertowe na fortepian, napisała kadencje do koncertów Josepha Haydna i Wolfganga Amadeusa Mozarta. Wybrane dzieła:
- Concertino na fortepian i orkiestrę (1937, wyk. 1938)[2]
- Melodia na małą orkiestrę (1939)[1]
- Symfonia[1] (1944, prapremiera 16 grudnia 1954[2]) – jedyna symfonia napisana przez Norweżkę[2]
- Pastorale e allegro na obój i orkiestrę smyczkową[1] (1959, wyk. 1960)[2]
- Sonatina na fortepian (1967)[2]
- Sonatina nr 2 na fortepian (1989)[2]